# Cheryl Reeve
Cheryl Reeve, née le 20 septembre 1966 est une entraîneuse américaine de basket-ball. 

## Biographie
Brillante étudiante et sportive aux Explorers de La Salle, elle obtient un diplôme en informatique, elle le complète par un cursus en management pendant les deux saisons suivant son année senior tout en étant assistante entraîneuse. En tant que joueuse, elle conduit les siennes à un bilan de 52 victoires pour 5 défaites en 1987-1988 et ses 420 passes décisives sont le quatrième record de l'université. Elle passe cinq nouvelles saisons comme assistante des Colonials de George Washington, qui remportent trois titres de champion de l'Atlantic 10 Conference et accèdent quatre fois au tournoi final NCAA. De 1995 à 2000, elle dirige les Sycamores d'Indiana State comme head coach qu'elle emmène au tournoi final 1998-1999 pour la première fois depuis 20 ans.
Elle débute en WNBA comme assistante entraîneuse du Sting de Charlotte en 2001 aux côtés d'Anne Donovan pour une saison avec un bilan de 18-14, plus satisfaisant que le 8-24 de 2000, et une qualification pour les Finales WNBA. Elle passe une seconde saison à Charlotte avant de rejoindre le banc de Dan Hughes aux Rockers de Cleveland pour la saison WNBA 2003 qui est la dernière de cette franchise. Reeve tourne donc au Sting pour les saisons 2004 et 2005 avant de rejoindre le Shock de Détroit en 2006 pour quatre saisons avec Bill Laimbeer. En neuf années comme assistante, son pourcentage de victoires est de 54,3 % (163 victoires - 137 revers), avec 7 qualifications en play-offs, quatre Finales et deux titres de champion WNBA.
En 2010, elle est promue entraîneur titulaire du Lynx du Minnesota à la place de Jennifer Gillom et remporte dès 2011, augmentant de 14 le nombre de victoires du Lynx d'une année sur l’autre (seconde plus forte progression de l'histoire), le premier titre de champion WNBA de la franchise avec le renfort du premier choix de la draft Maya Moore. Reeve est élue entraîneuse de l'année. Après un échec en Finales l'année suivante face au Fever de l'Indiana, elle remporte un second titre en 2013 (26 victoires - 8 défaites) dans une période de plus fortes dominations de l’histoire de la ligue par une équipe avec 93 victoires pour seulement 43 défaites en quatre ans.
Lors de la saison WNBA 2014, le Lynx est défait en finales de conférence par le futur champion, le Mercury de Phoenix
En 2015, le Lynx connait un bon départ avant de marquer le pas après le All-Star Game en raison de la blessure de Seimone Augustus et des nombreux transferts en cours d'année, dont l'arrivée de Sylvia Fowles.
Elle est assistante entraîneuse de l'équipe qui remporte la médaille d'or aux Jeux olympiques de 2016 à Rio de Janeiro.
Minnesota commence la saison 2016 avec un nouveau record WNBA de 13 victoires consécutives, dépassant son propre record de 10 établie en 2012 pour terminer la saison régulière sur un bilan de 28 succès pour 6 revers pour conclure une sixième saison de rang avec au moins 22 victoires et la qualification pour les play-offs, ce qui lui vaut d'être nommée pour la seconde fois de sa carrière après 2011 entraîneuse de l'année.
Le Lynx remporte les Finales WNBA 2017 par trois victoires à deux contre les Sparks de Los Angeles, ce qui permet au club du Minnesota d'égaler le record des quatre titres des Comets de Houston. À partir de 2018, elle cumule les responsabilités d'entraîneuse et manageuse générale du Lynx où elle remplace Roger Griffith.
Après le départ de Geno Auriemma, Dawn Staley nouvelle entraîneuse de l'équipe féminine américaine la confirme en mars 2018 comme assistante.
Lors de la saison WNBA 2020, elle est nommée une troisième fois Entraîneuse de l'année pour avoir amené le Lynx à une quatrième place malgré de nombreuses blessures dans son équipe.
En décembre 2021, elle est nommée sélectionneuse de l'équipe des États-Unis féminine de basket-ball.
Fin 2022, bien que le Lynx ne soit pas qualifié en play-offs, son contrat est renouvelé pour plusieurs années par la franchise.

## Palmarès
- Championne WNBA 2006 et 2008 (assistante)
- Championne WNBA 2011, 2013, 2015[2], et 2017[5].

## Distinctions personnelles
- Entraîneur WNBA de l'année 2011, 2016[2], 2020[8] et 2024[11].
- Dirigeant WNBA de l'année 2024[11].